# Toen ik je zag (single)
Toen ik je zag is een single van Hero (alias van Antonie Kamerling) uit 1997. Het nummer werd geschreven door Guus Meeuwis en Jan-Willem Rozenboom.
Het nummer werd door Guus Meeuwis met een eigen versie toegevoegd op zijn album "Schilderij" in 1997, Meeuwis bracht het in 2004 opnieuw uit en haalde een 39ste notering in de Single Top 100. Na het overlijden van Anthonie Kamerling kwam het nummer op 16 oktober 2010 "postuum" opnieuw binnen op 1 in Single Top 100. Dave Dekker zong het tijdens zijn auditie voor de "Voice Kids" in 2012 en haalde de 24ste positie in de Single Top 100 ermee. 

## Hero
In 1997 komt de Nederlandse speelfilm All Stars in de bioscopen. In All Stars speelt Antonie Kamerling de rol van Hero. In de film wordt Hero verliefd op het personage Claire, gespeeld door Daphne Deckers. Over haar zingt hij het lied Toen ik je zag. Het was de titelsong van de film, en werd op single uitgebracht. De single zou 17 weken in de Nederlandse Top 40 op destijds Radio 538 komen te staan, waarvan vijf weken op nummer 1 en maar liefst 30 weken in de publieke hitlijst, toentertijd de Mega Top 100 op Radio 3FM, waarvan zes weken op nummer 1.
Bij de TMF Awards van 1997 zong Hero het nummer live.
Toen ik je zag is de enige single van Antonie Kamerling als Hero die zowel de Nederlandse Top 40 als de Mega Top 100 heeft bereikt. In het uitgaansleven is het nog steeds een populaire single. Na de periode dat het een hit werd, zong Antonie Kamerling het nummer niet meer.
Na de dood van Antonie Kamerling op 6 oktober 2010  is Toen ik je zag massaal gedownload. De single kwam binnen in de Single Top 100 op nummer 1 en in de Nederlandse Top 40 en de Mega Top 50 op de 16e positie.

### Single
1. Toen ik je zag (3:27)
2. Toen ik je zag (instrumentaal, 3:28)

### Hitnoteringen

#### Nederlandse Top 40
| Hitnotering: (Week 1 t/m 17) 03-05-1997 t/m 23-08-1997 Hitnotering: (Week 18 t/m 20) 16-10-2010 t/m 30-10-2010 | Hitnotering: (Week 1 t/m 17) 03-05-1997 t/m 23-08-1997 Hitnotering: (Week 18 t/m 20) 16-10-2010 t/m 30-10-2010 | Hitnotering: (Week 1 t/m 17) 03-05-1997 t/m 23-08-1997 Hitnotering: (Week 18 t/m 20) 16-10-2010 t/m 30-10-2010 | Hitnotering: (Week 1 t/m 17) 03-05-1997 t/m 23-08-1997 Hitnotering: (Week 18 t/m 20) 16-10-2010 t/m 30-10-2010 | Hitnotering: (Week 1 t/m 17) 03-05-1997 t/m 23-08-1997 Hitnotering: (Week 18 t/m 20) 16-10-2010 t/m 30-10-2010 | Hitnotering: (Week 1 t/m 17) 03-05-1997 t/m 23-08-1997 Hitnotering: (Week 18 t/m 20) 16-10-2010 t/m 30-10-2010 | Hitnotering: (Week 1 t/m 17) 03-05-1997 t/m 23-08-1997 Hitnotering: (Week 18 t/m 20) 16-10-2010 t/m 30-10-2010 | Hitnotering: (Week 1 t/m 17) 03-05-1997 t/m 23-08-1997 Hitnotering: (Week 18 t/m 20) 16-10-2010 t/m 30-10-2010 | Hitnotering: (Week 1 t/m 17) 03-05-1997 t/m 23-08-1997 Hitnotering: (Week 18 t/m 20) 16-10-2010 t/m 30-10-2010 | Hitnotering: (Week 1 t/m 17) 03-05-1997 t/m 23-08-1997 Hitnotering: (Week 18 t/m 20) 16-10-2010 t/m 30-10-2010 | Hitnotering: (Week 1 t/m 17) 03-05-1997 t/m 23-08-1997 Hitnotering: (Week 18 t/m 20) 16-10-2010 t/m 30-10-2010 | Hitnotering: (Week 1 t/m 17) 03-05-1997 t/m 23-08-1997 Hitnotering: (Week 18 t/m 20) 16-10-2010 t/m 30-10-2010 |
| Week: | 1 | 2 | 3 | 4 | 5 | 6 | 7 | 8 | 9 | 10 | 11 |
| --- | --- | --- | --- | --- | --- | --- | --- | --- | --- | --- | --- |
| Positie: | 31 | 14 | 4 | 2 | 1 | 1 | 1 | 1 | 1 | 2 | 5 |
| Week: | 12 | 13 | 14 | 15 | 16 | 17 | | 18 | 19 | 20 | |
| Positie: | 9 | 11 | 12 | 17 | 30 | 38 | uit | 16 | 16 | 30 | uit |

#### Mega Top 100 / Single Top 100
| Hitnotering: (Week 1 t/m 25) 12-04-1997 t/m 27-09-1997 Hitnotering: (Week 26 t/m 30) 09-10-2010 t/m 06-11-2010 | Hitnotering: (Week 1 t/m 25) 12-04-1997 t/m 27-09-1997 Hitnotering: (Week 26 t/m 30) 09-10-2010 t/m 06-11-2010 | Hitnotering: (Week 1 t/m 25) 12-04-1997 t/m 27-09-1997 Hitnotering: (Week 26 t/m 30) 09-10-2010 t/m 06-11-2010 | Hitnotering: (Week 1 t/m 25) 12-04-1997 t/m 27-09-1997 Hitnotering: (Week 26 t/m 30) 09-10-2010 t/m 06-11-2010 | Hitnotering: (Week 1 t/m 25) 12-04-1997 t/m 27-09-1997 Hitnotering: (Week 26 t/m 30) 09-10-2010 t/m 06-11-2010 | Hitnotering: (Week 1 t/m 25) 12-04-1997 t/m 27-09-1997 Hitnotering: (Week 26 t/m 30) 09-10-2010 t/m 06-11-2010 | Hitnotering: (Week 1 t/m 25) 12-04-1997 t/m 27-09-1997 Hitnotering: (Week 26 t/m 30) 09-10-2010 t/m 06-11-2010 | Hitnotering: (Week 1 t/m 25) 12-04-1997 t/m 27-09-1997 Hitnotering: (Week 26 t/m 30) 09-10-2010 t/m 06-11-2010 | Hitnotering: (Week 1 t/m 25) 12-04-1997 t/m 27-09-1997 Hitnotering: (Week 26 t/m 30) 09-10-2010 t/m 06-11-2010 | Hitnotering: (Week 1 t/m 25) 12-04-1997 t/m 27-09-1997 Hitnotering: (Week 26 t/m 30) 09-10-2010 t/m 06-11-2010 | Hitnotering: (Week 1 t/m 25) 12-04-1997 t/m 27-09-1997 Hitnotering: (Week 26 t/m 30) 09-10-2010 t/m 06-11-2010 | Hitnotering: (Week 1 t/m 25) 12-04-1997 t/m 27-09-1997 Hitnotering: (Week 26 t/m 30) 09-10-2010 t/m 06-11-2010 | Hitnotering: (Week 1 t/m 25) 12-04-1997 t/m 27-09-1997 Hitnotering: (Week 26 t/m 30) 09-10-2010 t/m 06-11-2010 | Hitnotering: (Week 1 t/m 25) 12-04-1997 t/m 27-09-1997 Hitnotering: (Week 26 t/m 30) 09-10-2010 t/m 06-11-2010 | Hitnotering: (Week 1 t/m 25) 12-04-1997 t/m 27-09-1997 Hitnotering: (Week 26 t/m 30) 09-10-2010 t/m 06-11-2010 | Hitnotering: (Week 1 t/m 25) 12-04-1997 t/m 27-09-1997 Hitnotering: (Week 26 t/m 30) 09-10-2010 t/m 06-11-2010 | Hitnotering: (Week 1 t/m 25) 12-04-1997 t/m 27-09-1997 Hitnotering: (Week 26 t/m 30) 09-10-2010 t/m 06-11-2010 |
| Week: | 1 | 2 | 3 | 4 | 5 | 6 | 7 | 8 | 9 | 10 | 11 | 12 | 13 | 14 | 15 | 16 |
| --- | --- | --- | --- | --- | --- | --- | --- | --- | --- | --- | --- | --- | --- | --- | --- | --- |
| Positie: | 87 | 43 | 37 | 23 | 8 | 5 | 3 | 1 | 1 | 1 | 1 | 1 | 2 | 3 | 5 | 8 |
| Week: | 17 | 18 | 19 | 20 | 21 | 22 | 23 | 24 | 25 | | 26 | 27 | 28 | 29 | 30 | |
| Positie: | 10 | 17 | 25 | 30 | 38 | 46 | 55 | 61 | 79 | uit | 3 | 1 | 33 | 54 | 87 | uit |

#### NPO Radio 2 Top 2000
| Nummer met noteringen in de NPO Radio 2 Top 2000 | '13  | '14 | '15 | '16 | '17 | '18 | '19 | '20 | '21 | '22 | '23 | '24 |
| ------------------------------------------------ | ---- | --- | --- | --- | --- | --- | --- | --- | --- | --- | --- | --- |
| Toen ik je zag                                   | 1091 | 752 | 653 | 735 | 707 | 562 | 576 | 425 | 471 | 515 | 534 | 470 |

1. ↑  Een vetgedrukt getal geeft de hoogste notering aan.
2. ↑  2013 was het eerste jaar met een notering voor dit nummer.

## Guus Meeuwis
Guus Meeuwis, de componist van Toen ik je zag, nam het nummer op voor zijn tweede album Schilderij uit 1997. In 2004 bracht Meeuwis een nieuw opgenomen versie van het nummer uit op single. Het nummer staat ook op zijn verzamelalbum Tien jaar levensecht ook uit 2004. De single bereikte een 39ste plaats in de Single Top 100. In zowel de Nederlandse Top 40 op destijds Radio 538 als de publieke hitlijst, toentertijd de Mega Top 50 op NPO 3FM, werd géén notering behaald.

### Hitnoteringen

#### Single Top 100
| Hitnotering: 06-11-2004 t/m 11-12-2004 | Hitnotering: 06-11-2004 t/m 11-12-2004 | Hitnotering: 06-11-2004 t/m 11-12-2004 | Hitnotering: 06-11-2004 t/m 11-12-2004 | Hitnotering: 06-11-2004 t/m 11-12-2004 | Hitnotering: 06-11-2004 t/m 11-12-2004 | Hitnotering: 06-11-2004 t/m 11-12-2004 | Hitnotering: 06-11-2004 t/m 11-12-2004 |
| Week:                                  | 1                                      | 2                                      | 3                                      | 4                                      | 5                                      | 6                                      |                                        |
| -------------------------------------- | -------------------------------------- | -------------------------------------- | -------------------------------------- | -------------------------------------- | -------------------------------------- | -------------------------------------- | -------------------------------------- |
| Positie:                               | 99                                     | 75                                     | 41                                     | 39                                     | 44                                     | 80                                     | uit                                    |

## Dave Dekker
In de finale van het eerste seizoen van The Voice Kids op 23 maart 2012 zong Dave Dekker het nummer Toen ik je zag. Het nummer was verkrijgbaar als muziekdownload en kwam op 31 maart 2012 op nummer 24 binnen in de Nederlandse Single Top 100.

### Hitnoteringen

#### NederlandseSingle Top 100
| Hitnotering: 31-03-2012 | Hitnotering: 31-03-2012 | Hitnotering: 31-03-2012 |
| Week:                   | 1                       |                         |
| ----------------------- | ----------------------- | ----------------------- |
| Positie:                | 24                      | uit                     |

## Andere versies
Het lied is over de jaren door meer artiesten gecoverd of bewerkt. Jim Bakkum zong het voor de musical "All Stars" (2018-19) en Marco Borsato zong "Toen ik je zag" in het muziek programma "Het mooiste liedje" in oktober 2019. In 2020 werd het door Kris Kross Amsterdam, Lil' Kleine en Yade Lauren bewerkt in het lied Mij niet eens gezien. Dit lied was gemaakt als een ode aan Kamerling.